# Strada statale 465 della Forcella Lavardet e di Valle San Canciano
La ex strada statale 465 della Forcella Lavardet e di Valle San Canciano (SS 465), ora strada provinciale 465 della Forcella Lavardet (SP 465) in Veneto e strada regionale 465 della Forcella Lavardet e di Valle San Canciano (SR 465) in Friuli-Venezia Giulia, è una strada regionale e provinciale italiana che collega il Cadore con la Carnia.

## Percorso
Inizia a Campolongo, in provincia di Belluno, dipartendosi dalla strada statale 355 di Val Degano.
Risale la valle del torrente Frison raggiungendo la forcella Lavardet (1542 m s.l.m.) per entrare in Carnia. In seguito scende in val Pesarina (anche detta Canale di San Canciano) ed attraversando diversi abitati tra cui Prato Carnico, la percorre interamente fino allo sbocco sulla val Degano dove interseca nuovamente la SS355 della Val Degano.
Da qui la strada risale da Comeglians verso Ravascletto e la Sella Valcalda (959 m). Scende poi verso Cercivento per terminare a Sutrio nel Canale di San Pietro.
In seguito al decreto legislativo n. 112 del 1998, dal 1º ottobre 2001, la gestione del tratto veneto è passata dall'ANAS alla Regione Veneto che ha provveduto al trasferimento al demanio della Provincia di Belluno; dal 20 dicembre 2002 la gestione della tratta è passata alla società Veneto Strade. Dal 1º gennaio 2008 la gestione del tratto friulano è passata alla Regione Friuli-Venezia Giulia, che ha provveduto al trasferimento delle competenze alla società Friuli Venezia Giulia Strade S.p.A..

## La chiusura del tratto tra Campolongo e Forcella Lavardet
Il tratto della strada dalla progressiva chilometrica 2+500 alla Forcella Lavardet è chiuso al transito dall'ottobre 1993, dal momento che una piena del torrente Frison ha asportato il secondo ponte Bailey situato al km 2+800 interdicendo così il transito su tale tratto.
È giusto precisare che la situazione di tale tracciato è sempre stata molto precaria, visto che pure nel periodo in cui la strada, mai asfaltata nella maggior parte, era ancora transitabile, l'ANAS si trovò spesso costretta a interdirla al transito, vista la sua esposizione a pendii con forte rischio di frane e anche per l'erosione da parte del torrente Frison, che è privo di argini. La piena dell'ottobre 1993, ha reso definitivamente intransitabile la strada, già da tempo in condizioni precarie.
Le amministrazioni locali hanno chiesto più volte il ripristino della strada, dal momento che lungo il suo tracciato sono situate le prese per l'acquedotto di Campolongo ed in quanto unico accesso per il Passo della Merendera, ad una palestra di arrampicata sportiva, e per la possibilità di collegare il Comelico a Casera Razzo, località in comune di Vigo di Cadore. Si è anche lamentato il rischio idrogeologico della mancata messa in sicurezza di alcuni punti del torrente Frison.
L'ANAS ha comunque risposto di non avere interesse a ripristinare l'arteria, visto che l'enorme spesa necessaria per rendere transitabile il tratto sarebbe ingiustificata, dal momento che solo una limitata quantità di persone beneficerebbe della strada. Pertanto si è limitata a ripristinare il ponte asportato per garantire l'accesso al passo della Merendera ai servizi forestali, ai regolieri, ai frontisti, ai mezzi di emergenza e a qualsiasi altra persona che abbia il permesso. È comunque da considerare che esiste una strada forestale sterrata, aperta ai soli frontisti, che consente di bypassare il tratto critico.
Nonostante ciò, visto che la strada è priva di transenne (ci sono solo dei cartelli di divieto di transito), diverse persone ignorano il divieto e percorrono il tratto chiuso con mezzi motorizzati, anche senza i regolari permessi. Il tratto di strada è famoso tra i motociclisti, che continuano a percorrerlo visto il passaggio suggestivo, ed anche per i 14 tornanti dell'unico tratto asfaltato. Inoltre, i navigatori satellitari, molto spesso, invitano gli automobilisti a percorrere il tratto di strada chiuso al transito della SS 465.
Con il passaggio a Veneto Strade, e la declassificazione a strada provinciale, si manifestò l'intenzione di ripristinare l'arteria e metterla in sicurezza. Uno studio di fattibilità per il ripristino della strada data al 2004.
Dal 2008 al 2012 si tennero i primi lavori. Si eseguirono alcune opere sul torrente Frison, e l'impresa Cadore Asfalti costruì un ponte a doppio senso di circolazione per sostituire il vecchio ponte Bailey a senso unico (che comunque è ancor oggi presente, parallelo al nuovo ponte). Tale ponte è stato molto criticato dalla popolazione locale (tanto da ottenere l'appellativo di "ponte della vergogna"), in quanto, appena costruito, una frana di notevoli dimensioni ha interrotto i lavori che avrebbero dovuto ripristinare l'intero tratto, lasciando l'area isolata per diverso tempo.
Attualmente questo tratto di strada, dal primo Ponte Bailey sul torrente Frison fino a circa 500 m prima della Forcella Lavardet, è chiuso al transito a causa della condizioni precarie.
Nel 2022 un tratto della strada è stato completamente spazzato via da una frana, diventando pertanto fisicamente impercorribile da qualsiasi veicolo.
Per via delle sue condizioni precarie e per l'alternanza tra sterrato ed asfalto che l'ha sempre caratterizzato, questo tratto della SP 465 ha potuto beneficiare dell'appellativo di "strada statale più assurda d'Italia" anche se è vero che non si tratta dell'unica strada statale con tratti sterrati, visto ad esempio che la strada statale 345 delle Tre Valli (declassata anch'essa a strada provinciale) in prossimità del Passo di Crocedomini che ancor'oggi presenta lunghi tratti di strada sterrata.

## Tabella Percorso
| Strada statale 465 della Forcella Lavardet e di Valle San Canciano |                                                     |      |      |           |
| Tipo                                                               | Indicazione                                         | ↓km↓ | ↑km↑ | Provincia |
|                                                                    | SR 355 Val Degano                                   | 0,0  | 49,8 | BL        |
|                                                                    | Campolongo                                          | 0,3  | 49,5 | BL        |
|                                                                    | Tratto di strada chiuso dall'ottobre 1993           | 2,5  | 39,3 | BL        |
|                                                                    | Forcella Lavardet                                   | 10,5 | 39,3 | BL        |
|                                                                    | SP 619 di Sella Ciampigotto                         | 10,8 | 39,0 | BL        |
|                                                                    | loc. Pradibosco                                     | 15,8 | 34,0 | UD        |
|                                                                    | Prato Carnico                                       | 28,5 | 21,3 | UD        |
|                                                                    | SR 355 Val Degano                                   | 33,9 | 15,9 | UD        |
|                                                                    | Comeglians                                          | 34,9 | 14,9 | UD        |
|                                                                    | Ravascletto - Sella Valcalda - SP 86 di Ravascletto | 41,3 | 8,5  | UD        |
|                                                                    | Cercivento                                          | 46,2 | 3,6  | UD        |
|                                                                    | Sutrio - SP 123 dello Zoncolan                      | 49,1 | 0,7  | UD        |
|                                                                    | SS 52bis Carnica                                    | 49,8 | 0,0  | UD        |